# Хэ Гоцян
Хэ Гоця́н (кит. трад. 賀國強, упр. 贺国强, пиньинь Hè Guóqiáng; род. в окт. 1943 года) - китайский партийный и политический деятель, член Постоянного комитета Политбюро ЦК КПК и одновременно секретарь Центральной комиссии по проверке дисциплины в 2007—2012 гг.; одновременно член Политбюро и секретарь ЦК КПК, а также заведующий Орготделом ЦК КПК в 2002—2007 гг.; прежде глава Чунцинского горкома КПК (1999—2002), губернатор пров. Фуцзянь (1996—1999).
Член КПК с января 1966 года, член ЦК КПК 15 созыва (кандидат с 12 созыва), член Секретариата ЦК и Политбюро 16 созыва, член Постоянного комитета Политбюро ЦК КПК 17-го созыва.

## Биография
По национальности ханец.
Окончил факультет неорганической химической промышленности Пекинского химико-технологического института, где учился в 1961—1966 гг., специализировался по неорганическим веществам. В 1967—1978 гг. работал техником, секретарем партийной ячейки и начальником синтетического цеха завода химического удобрения «Лунань» в провинции Шаньдун, в 1978—1980 гг. был заместителем директора и заместителем главного инженера того же завода.
Сделал карьеру, дойдя до должности руководителя Управления нефтехимической промышленности правительства провинции Шаньдун (1984—1986).
С 1986 года замглавы горкома, в 1987—1991 гг. глава Цзинаньского горкома КПК (административный центр провинции Шаньдун). В 1991—1996 гг. заместитель министра химической промышленности КНР и заместитель парторга министерства. С 1996 по 1999 годы губернатор провинции Фуцзянь и замглавы провинциального парткома, в 1999—2002 годах — секретарь горкома партии Чунцина.
В октябре 2002 года, накануне XVI съезда КПК, Хэ Гоцян был назначен заведующим Организационным отделом ЦК КПК, он занимал эту должность до октября 2007 года.
Заместитель ответственного секретаря 17-го Всекитайского съезда КПК Цзэн Цинхуна, заместитель главы Мандатной комиссии съезда У Гуаньчжэна.
С XVII съезда партии в 2007 году избран членом Постоянного комитета Политбюро ЦК КПК и руководителем (секретарём) Центральной комиссии по проверке дисциплины.
На XVIII съезде 68-летний Хэ Гоцян ушёл в отставку.